# Randolph Lycett
Randolph Lycett (* 27. August 1886 in Birmingham; † 9. Februar 1935 auf Jersey) war ein britischer Tennisspieler.

## Karriere
Lycett war ein erfolgreicher Doppelspieler und gewann zwischen 1906 und 1923 mehrfach sowohl die Doppelmeisterschaften von Australien als auch in Wimbledon. 1922 stand er zudem im Finale der Einzelkonkurrenz von Wimbledon, verlor dies jedoch gegen Gerald Patterson. Zwischen 1921 und 1923 spielte er zudem im Davis Cup für Großbritannien.
Zuletzt trat er 1929 im Einzel bei Wimbledon an.

## Doppeltitel
| Nr. | Datum | Turnier                      | Partner        | Finalgegner                      | Ergebnis                 |
| --- | ----- | ---------------------------- | -------------- | -------------------------------- | ------------------------ |
| 1.  | 1905  | Australische Meisterschaften | Tom Tachell    | Edgar Barnard Basil Spence       | 11:9, 8:6, 1:6, 4:6, 6:1 |
| 2.  | 1911  | Australische Meisterschaften | Rodney Heath   | John Addison Norman Brookes      | 6:2, 7:5, 6:0            |
| 3.  | 1921  | Wimbledon Championships      | Max Woosnam    | Arthur Holden Lowe Gordon Lowe   | 6:3, 6:0, 7:5            |
| 4.  | 1922  | Wimbledon Championships      | James Anderson | Gerald Patterson Pat O’Hara Wood | 3:6, 7:9, 6:4, 6:3, 11:9 |
| 5.  | 1923  | Wimbledon Championships      | Leslie Godfree | Manuel de Gomar Eduardo Flaquer  | 6:3, 6:4, 3:6, 6:3       |